# Yiddish Theatre Dora Wasserman
The Dora Wasserman Yiddish Theatre  in Montreal ist das einzige jiddische Theater in Kanada. Es befindet sich im Centre Segal des arts de la scène (Centre Segal for Performing Arts), einem Kulturzentrum der Darstellenden Künste.

## Geschichte
Das Theater wurde 1958 von der jüdischen ukrainischstämmigen Schauspielerin Dora Wasserman gegründet.
Große Erfolge erzielten anfangs Unterhaltungsshows mit einem professionellen Comedian und Laiendarstellern.
Daneben wurden klassische und zeitgenössischen Theaterstücke aufgeführt, z. B. von Scholem Alejchem und Schalom Asch.
Seit 1968 produziert das Theater mit dem Komponisten Eli Rubinstein Musical-Komödien, die großen Erfolg beim Publikum haben. 1996 wurde Bryna Wasserman, eine Tochter von Dora Wasserman, die neue Leiterin des Ensembles.
Bis 2003 wurden insgesamt etwa 70 Produktionen aufgeführt.

## Repertoire (Auswahl)
- The Innkeeper (1958) (erste Produktion)
- Hanna Szenes (1958) (Aharon Megged)
- The Lottery (Scholem Alejchem)
- Kiddush Hashem (Schalom Asch)
- Uncle Moses (Schalom Asch)
- My Father's Court (1974) (Isaak Bashevis Singer)
- Yentl (1979) (Isaac B. Singer)
- Gimpel The Fool (1982) (Isaac B. Singer)
- The Ball (1988) (nach The Gentleman from Kraków, Isaac B. Singer)
- A Bimtel Brief (1991) (Isaac Metzger nach Briefen jüdischer Einwanderer in der jiddischen Tageszeitung Forverts)
- Les Belles-Soeurs (1992), von Michel Tremblay

## Notizen
1. ↑  Wasserman, geb. 1919 oder 1920, gest. 2003. Kurzer Lebenslauf, mit Links zu weiteren Texten (bis 2004), im Jewish Women Archive JWA, aus Anlass ihrer Ehrung mit dem Order of Canada 1993